# Kuopion Pallotoverit
Il Kuopion Pallotoverit, abbreviato in Koparit o KPT, fu una società calcistica finlandese con sede a Kuopio. Ha disputato 21 stagioni di Mestaruussarja, la massima serie del campionato finlandese di calcio, tra il 1938 ed il 1987. Come migliori piazzamenti in campionato vanta due secondi posti nel 1978 e nel 1981, più due finali di Suomen Cup, nel 1957 e 1978. Ha preso parte a due edizioni della Coppa UEFA, nelle stagioni 1979-1980 e 1982-1983, uscendo in entrambi i casi al primo turno.

## Storia
Il Kuopion Pallotoverit fu fondato nel novembre 1931 a Kuopio. Nel 1938 disputò per la prima volta la Mestaruussarja, massima serie del campionato finlandese di calcio. Dopo aver disputato alcuni campionati di Mestaruussarja negli anni quaranta e una singola presenza nel 1954, il KPT raggiunse la finale di Suomen Cup nel 1957, perdendo contro l'IF Drott dopo i tempi supplementari, per poi tornare in massima serie nel 1972. Retrocesse in seconda serie nel 1975, per poi prontamente tornare in Mestaruussarja e conquistare il secondo posto da neopromossa nel 1978. Nello stesso anno raggiunse nuovamente la finale di Suomen Cup, venendo sconfitto dal Reipas Lahti. Il secondo posto gli consentì di partecipare alla Coppa UEFA per l'edizione 1979-1980, venendo subito eliminato ai trentaduesimi di finale dagli svedesi del Malmö FF. Nel 1981 concluse la stagione regolare al primo posto, venendo superato dall'HJK nella fase finale per l'assegnazione del titolo, terminando così al secondo posto.
Nel 1982 cambiò denominazione in Koparit Kuopio e nello stesso anno partecipò per la seconda volta alla Coppa UEFA, venendo ancora eliminato ai trentaduesimi di finale dall'Anderlecht. Nelle stagioni successive non seppe replicare le prestazioni degli anni precedenti, lottando per la salvezza e retrocedendo in seconda serie al termine della stagione 1987. Gli anni successivi videro un declino della squadra, che nel 1991 retrocesse in quarta serie, per poi fondersi con l'Elo Kuopio a dar vita al FC Kuopio.

## Statistiche

### Partecipazione alle coppe europee
| Stagione  | Torneo     | Turno                   | Nazione           | Club       | Andata | Ritorno | Totale |
| --------- | ---------- | ----------------------- | ----------------- | ---------- | ------ | ------- | ------ |
| 1979-1980 | Coppa UEFA | Trentaduesimi di finale | Svezia (bandiera) | Malmö FF   | 1-2    | 0-2     | 1-4    |
| 1982-1983 | Coppa UEFA | Trentaduesimi di finale | Belgio (bandiera) | Anderlecht | 0-3    | 1-3     | 1-6    |

## Palmarès

### Altri piazzamenti
- Campionato finlandese:

Secondo posto: 1978, 1981
- Suomen Cup:

Finalista: 1957, 1978